# Into the Ocean
Into The Ocean ist die zweite Single des fünften Studioalbums Foiled von Blue October. Der Song landete auf Anhieb dem 57. Platz der Hot 100, dem 46. Platz der Besten Digitalsongs, dem 10. Platz der Adult Pop Song und dem gesamt 39. Platz in den Billboard-Single Charts und somit in 4 Charts vertreten. Das Musikvideo landete auf dem 1. Platz der VH1 V-Spot-Video-Countdown. Produzenten sind Sänger Furstenfeld und David Castell. Vertrieben wurde die Single als CD und Download. Das Label ist Universal Records.

## Thematik
Der Song beinhaltet die Leiden eines jungen Mannes, der von Bord eines Schiffes springt, da er die einzige Person verloren hat, die er liebt. In der ersten Strophe des Songs wünscht sich der Protagonist ein echter Mann zu sein, da er 14 Meilen schwimmen möchte. Er hört die Geräusche von Walen und lässt sich treiben. Er beschreibt auch, dass ihm kalt ist.

„I'm just a normal boy
That sank when I fell overboard
My ship would leave the country
But I'd rather swim ashore
Without a life that's sadly stuck again
Wish shy was much more masculine
Maybe then I could learn to swim
Like (fourteen miles away)
Now floating up and down
I spin, colliding into sound
Like whales beneath be diving down
I'm sinking to the bottom of my
Everything that freaks me out
The lighthouse beam has just run out
I'm cold as cold as cold can be, be“

In der zweiten Strophe geht es darum, das der Protagonist sich Hilfe wünscht in Form von einem Stück Treibholz, da die Küstenwache ihn nicht rettet. Er schreit um sein Leben und beschreibt, dass er immer schwächer wird. Er fragt sich, wie man das Ende stoppen kann. Später lässt er sich nur noch im Wasser treiben.

„Where is the coastguard?
I keep looking each direction
For a spotlight, give me something
I need something for protection
Maybe flotsam junk will do just fine
The jets, I'm sunk, I'm left behind
I'm treading for my life, believe me
How can I keep up this breathing?
Not knowing how to think
I scream aloud, begin to sink
My legs and arms are broken down
With envy for the solid ground
I'm reaching for the life within me
How can one man stop his ending?
I thought of just your face
Relaxed and floated into space“

In der letzten Strophe heißt es, dass der Protagonist aus seinem Traum von der Sonne geweckt wird und dieser beginnt sich zu fragen, wieso er überhaupt vom Schiff gesprungen ist. Später erinnert er sich daran, dass er seine große Liebe verloren hat und wünscht sich sein Leben zu beenden.
Der Song wird aus der Perspektive eines Ich-Erzählers wiedergegeben und soll den Hörer durch die Augen des Sängers sehen lassen. Der Song reflektiert die Gefühlswelt des Sängers und lässt den Hörer an dessen Kampf mit seinen Depressionen teilhaben. Der Song wurde von Justin Furstenfeld geschrieben.
Im Refrain heißt es, dass der Protagonist wegschwimmen möchte, er es jedoch nicht kann, da er nicht weiß wie. Er möchte nur von einer großen Welle erfasst werden und wünscht sich, dass der Regen seiner Gefühle vom Himmel fällt.

„I wanna swim away, but don't know how
Sometimes it feels just like I'm falling in the ocean
Let the waves up, take me down
Let the hurricane set in motion
Let the rain of what I feel right now come down
Let the rain come down“

## Wirkung des Songs
Der Song soll allein wegen seines Umgangs mit der Bratsche und der Mandoline, sowie mit einem ehrlich vorgetragenen Todeswunsch des Protagonisten in diesem Song mehrere Menschen vom Selbstmord bewahrt haben. Ryan Delahoussaye meinte, dass er die Texte des Sängers Justin Furstenfeld liebt, da sie die Herzen der Menschen berühren, was auch dem Mandolist stolz macht. Sänger Furstenfeld meinte, dass ihm die Meinung der Fans sprachlos macht, dennoch stellt er sich die Frage warum er sich nicht selbst helfen kann die Selbstmordgedanken loszuwerden, wenn es aber bei den Fans funktioniert.